# PAE Iraklis 1908
Jimnastikos Silogos Iraklis Saloniki (gr. Γυμναστικός Σύλλογος Ηρακλής Θεσσαλονίκης) – grecki klub sportowy z siedzibą w Salonikach, założony w 1908 roku, jeden z najstarszych klubów w swoim kraju, nazwa zespołu pochodzi od imienia mitologicznego Heraklesa (gr. Ηρακλής), obecnie Iraklis występuje w rozgrywkach Superleague Ellada 2. Sukcesy odnoszą także siatkarze Iraklisu.

## Sukcesy
- 2 miejsce w Superleague Ellada: 1934, 1939, 1947
- Zdobywca Pucharu Grecji: 1976
- 4 razy finalista Pucharu Grecji: 1947, 1957, 1980, 1987
- 2 razy zdobywca Pucharu Bałkanów: 1935, 1985

## Skład na sezon 2013/2014
| Nr | Poz. | Piłkarz                 |
| -- | ---- | ----------------------- |
| 1  | BR   | Huanderson              |
| 2  | OB   | Michalis Boukouvalas    |
| 4  | OB   | Nikolaos Savvidis       |
| 5  | OB   | Stefanos Kragiopoulos   |
| 6  | OB   | Angelos Papasterianos   |
| 7  | PO   | Anastasios Kyriakos     |
| 8  | PO   | Marek Jarolím           |
| 9  | NA   | Georgios Chionidis      |
| 11 | PO   | Nikos Pourtoulidis      |
| 12 | PO   | Savvas Siatravanis      |
| 13 | OB   | Petros Konteon          |
| 14 | PO   | Alexandros Natsiopoulos |
| 15 | PO   | Artan Thorja            |
| 17 | PO   | Paschalis Voutsias      |
| 18 | PO   | Vítor Lima              |
| 19 | OB   | Charalampos Brilakis    |

| Nr | Poz. | Piłkarz                |
| -- | ---- | ---------------------- |
| 20 | NA   | Lefteris Matsoukas     |
| 21 | OB   | Dimitris Kontodimos    |
| 22 | PO   | Charalambos Sarafoglou |
| 23 | OB   | Stratos Chintzidis     |
| 25 | OB   | Dimitrios Tserkezos    |
| 26 | PO   | Hassoma Bino Bamba     |
| 27 | NA   | Dario Zahora           |
| 33 | BR   | Panagiotis Vosniadis   |
| 66 | PO   | Giorgos Paligiorgos    |
| 71 | BR   | Fotis Kipouros         |
| 86 | BR   | Enea Koliqi            |
| 87 | PO   | Tai                    |
| 88 | PO   | Lefteris Intzoglou     |
| 94 | NA   | Kosmas Tsilianidis     |
| 99 | NA   | Benjamin Onwuachi      |

## Europejskie puchary
Legenda do wszystkich tabel:
- Q – runda eliminacyjna, 1/16, 1/8, 1/4, 1/2 – odpowiednia faza rozgrywek, Grupa – runda grupowa, 1r gr – pierwsza runda grupowa, 2r gr – druga runda grupowa, F – finał, R – runda, PO – play-off
- k. – rzuty karne, los. – losowanie, Dogr. – dogrywka, w. – zasada bramek strzelonych na wyjeździe

| Sezon   | Rozgrywki                 | Runda    | Klub                  | Dom | Wyjazd | Ogólnie    |
| ------- | ------------------------- | -------- | --------------------- | --- | ------ | ---------- |
| 1961/62 | Puchar Miast Targowych    | 2R       | FK Vojvodina Nowy Sad | 2–1 | 1–9    | 3–10       |
| 1963/64 | Puchar Miast Targowych    | 1R       | Real Saragossa        | 0–3 | 1–6    | 1–9        |
| 1976/77 | Puchar Zdobywców Pucharów | 1R       | APOEL FC              | 0–0 | 0–2    | 0–2        |
| 1989/90 | Puchar UEFA               | 1R       | FC Sion               | 1–0 | 0–2    | 1–2        |
| 1990/91 | Puchar UEFA               | 1R       | Valencia CF           | 0–0 | 0–2    | 0–2, Dogr. |
| 1995    | Puchar Intertoto          | Grupa 12 | Vorwärts              |     | 0–3    | 4. miejsce |
| 1995    | Puchar Intertoto          | Grupa 12 | Spartak Płowdiw       | 0–0 |        | 4. miejsce |
| 1995    | Puchar Intertoto          | Grupa 12 | Eintracht Frankfurt   |     | 1–5    | 4. miejsce |
| 1995    | Puchar Intertoto          | Grupa 12 | Paneryż Wilno         | 3–1 |        | 4. miejsce |
| 1996/97 | Puchar UEFA               | 2Q       | APOEL FC              | 0–1 | 1–2    | 1–3        |
| 1997    | Puchar Intertoto          | Grupa 12 | Ried                  |     | 1–3    | 4. miejsce |
| 1997    | Puchar Intertoto          | Grupa 12 | Merani Tbilisi        | 2–0 |        | 4. miejsce |
| 1997    | Puchar Intertoto          | Grupa 12 | Torpedo Moskwa        |     | 1–4    | 4. miejsce |
| 1997    | Puchar Intertoto          | Grupa 12 | Floriana              | 1–0 |        | 4. miejsce |
| 1998    | Puchar Intertoto          | 2R       | Progresul Bukareszt   | 3–1 | 0–3    | 3–4        |
| 2000/01 | Puchar UEFA               | 1R       | Gueugnon              | 1–0 | 0–0    | 1–0        |
| 2000/01 | Puchar UEFA               | 2R       | Kaiserslautern        | 1–3 | 3–2    | 4–3        |
| 2002/03 | Puchar UEFA               | 1R       | Anorthosis Famagusta  | 4–2 | 1–3    | 5–5, w.    |
| 2006/07 | Puchar UEFA               | 1R       | Wisła Kraków          | 0–2 | 1–0    | 1–2, Dogr. |